# 黃口攀蜥
黃口攀蜥又被稱為琉球龙蜥台北亚种，俗名肚定（台語）、竹虎，為台灣特有亞種蜥蜴。

## 描述
其特徵為口內側及舌頭為黃色，體型為台灣目前攀蜥屬中最小的，體長不會大於23公分。體色多變，體背以褐色及綠色為主，體側有由菱斑連貫之黃綠色縱帶，體色會隨所處環境改變。雄性體型較大，喉部有較明顯之橘黃色斑塊及鬛鱗。
外型與斯文豪氏攀蜥十分類似，但是黃口攀蜥口內及舌頭為黃色。

## 命名
"xantho"是黃色的意思，"stoma"則是口內的意思。

## 習性
食物為昆蟲及一些小型無脊椎動物。生殖期以夏天為主，一窩可產4-6顆卵，孵化時間約40至60天。尾巴不會自割。

## 棲地
黃口攀蜥的棲地分佈於台灣中部以北、海拔1500公尺以下的山區。